# كروماتوسوم (طب)

لوحدات الأساسية لتركيب الكروماتين

الكروماتوسوم أو كروموسوم (بالإنجليزية: chromatosome) هو نتيجة لربط الهيستون H1 بالجسيم النووي(نيوكليوسوم)، الذي يحتوي على أوكتامير هيستون و حمض نووي دي ان ايه DNA. يحتوي الكروماتوسوم على 166 زوجًا أساسيًا من الحمض النووي. 146 زوجًا أساسيًا من الحمض النووي ملفوفة حول قلب هيستون النوكليوزوم. أزواج القاعدة العشرون المتبقية هي من الحمض النووي للهيستون H1 المرتبط بالنواة. يشار إلى هيستون H1، ومتغيراته الأخرى، باسم هيستون رابط. يبرز من الهيستون الرابط  DNA رابط. ترتبط الكروماتوسومات ببعضها البعض عندما يرتبط الحمض النووي الرابط  لكروماتوسوم معين، بالهيستون الرابط لكروماتوسوم آخر. تتكون الجينات البشرية من آلاف إلى ملايين الأزواج الأساسية من الكروماتوسومات.

## روابط خارجية
- https://www.rcsb.org/structure/4QLC